# エア・マックス・アフリカ
エア・マックス・アフリカ (Air Max Africa) は、ガボンのリーブルヴィルを拠点としていた、かつての航空会社。2002年に、エア・マックス・ガボン (Air Max-Gabon) として設立され、リーブルヴィル国際空港から西アフリカ各地への旅客チャーター便を運航していた。しかし、2006年に経営破綻した。

## 保有機材
2006年8月時点で、当時のエア・マックス・ガボンは、ターボプロップ機であるフォッカー F27 Mk300M 1機を保有していた。